# Hvidlæbet palmehugorm
Hvidlæbet palmehugorm (Trimeresurus albolabris) er en giftig slange som hører til gruppen grubeorme (Crotalinae) i hugormefamilien. Hvidlæbet palmehugorm er endemisk i Sydøstasien. Tre underarter er i dag anerkendt.

## Underarter
| Art                   | Autornavn    | Engelsk navn                   | Udbredelse |
| --------------------- | ------------ | ------------------------------ | --- |
| T. a. albolabris      | Gray, 1842   | White-lipped pitviper          | Bangladesh, Cambodja, Kina (Fujian, Guangdong, Hainan, Hong Kong, Jiangxi, Guangxi, Guizhou og Yunnan), Indien (Assam og Nicobarerne), Indonesien (Sumatra Bangka, det vestlige Java og Madura), Laos, Burma, Thailand og Vietnam. |
| T. a. insularis       | Kramer, 1977 | White-lipped island pitviper   | Indonesien: østlige Java, Bali, Lombok, Sumbawa, Sumba, Komodo, Rinco, Flores, Adonara, Lembata, Pantar, Alor, Roti, Semau, Timor, Wetar, Kisar og Romang.                                                                         |
| T. a. septentrionalis | Kramer, 1977 | Northern white-lipped pitviper | Nordindien (Kashmir) og Nepal. |